# Halowe Mistrzostwa Świata w Lekkoatletyce 2008 – bieg na 400 m mężczyzn
Bieg na 400 m mężczyzn – jedna z konkurencji rozgrywanych podczas halowych mistrzostw świata w lekkoatletyce w 2008. Eliminacje odbyły się 7 marca, półfinały miały miejsce 8 marca, finał zaś został rozegrany 9 marca.
Do eliminacji zgłoszonych zostało 27 zawodników z 21 państw.
Zawody w tej konkurencji wygrał reprezentant Kanady Tyler Christopher. Drugą pozycję zajął zawodnik ze Szwecji Johan Wissman, trzecią zaś reprezentujący Bahamy Chris Brown.

## Wyniki

### Eliminacje
Źródło: 
Bieg 1
| Miejsce | Zawodnik     | Państwo           | Wynik | Uwagi |
| ------- | ------------ | ----------------- | ----- | ----- |
| 1.      | Sean Wroe    | Australia         | 47,23 | PB    |
| 2.      | Richard Buck | Wielka Brytania   | 47,54 |       |
| 3.      | Greg Nixon   | Stany Zjednoczone | 47,64 |       |
| 4.      | Mark Ujakpor | Hiszpania         | 47,94 |       |
| –       | Yoan Décimus | Francja           | DNS   |       |

Bieg 2
| Miejsce | Zawodnik          | Państwo         | Wynik | Uwagi |
| ------- | ----------------- | --------------- | ----- | ----- |
| 1.      | Nery Brenes       | Kostaryka       | 46,45 | NR    |
| 2.      | Chris Lloyd       | Dominika        | 46,79 |       |
| 3.      | Dienis Aleksiejew | Rosja           | 47,07 |       |
| 4.      | Steven Green      | Wielka Brytania | 47,44 |       |
| 5.      | Arismendy Peguero | Dominikana      | 47,45 |       |

Bieg 3
| Miejsce | Zawodnik          | Państwo  | Wynik | Uwagi |
| ------- | ----------------- | -------- | ----- | ----- |
| 1.      | Tyler Christopher | Kanada   | 47,06 |       |
| 2.      | California Molefe | Botswana | 47,22 |       |
| 3.      | Michael Mathieu   | Bahamy   | 47,34 |       |
| 4.      | Clemens Zeller    | Austria  | 47,34 |       |
| –       | Nelton Ndebele    | Zimbabwe | DNS   |       |

Bieg 4
| Miejsce | Zawodnik          | Państwo            | Wynik | Uwagi |
| ------- | ----------------- | ------------------ | ----- | ----- |
| 1.      | Maksim Dyłdin     | Rosja              | 46,96 |       |
| 2.      | David Neville     | Stany Zjednoczone  | 47,43 |       |
| 3.      | Edino Steele      | Jamajka            | 47,51 |       |
| 4.      | Andrés Silva      | Urugwaj            | 47,54 | SB    |
| 5.      | Carlos Santa      | Dominikana         | 48,10 |       |
| –       | Dalibor Spasowski | Macedonia Północna | DNF   |       |

Bieg 5
| Miejsce | Zawodnik          | Państwo  | Wynik | Uwagi |
| ------- | ----------------- | -------- | ----- | ----- |
| 1.      | Johan Wissman     | Szwecja  | 46,12 | PB    |
| 2.      | Chris Brown       | Bahamy   | 46,47 |       |
| 3.      | DeWayne Barrett   | Jamajka  | 47,02 |       |
| 4.      | Mamoudou Hanne    | Mali     | 48,44 |       |
| 5.      | Alleyne Francique | Grenada  | 48,64 |       |
| 6.      | Takeshi Fujiwara  | Salwador | 48,82 | NR    |

### Półfinały
Źródło: 
Bieg 1
| Miejsce | Zawodnik          | Państwo           | Wynik | Uwagi |
| ------- | ----------------- | ----------------- | ----- | ----- |
| 1.      | Tyler Christopher | Kanada            | 46,57 |       |
| 2.      | Johan Wissman     | Szwecja           | 46,86 |       |
| 3.      | Sean Wroe         | Australia         | 47,13 | PB    |
| 4.      | Dienis Aleksiejew | Rosja             | 47,18 |       |
| 5.      | California Molefe | Botswana          | 47,74 |       |
| 6.      | David Neville     | Stany Zjednoczone | 48,18 |       |

Bieg 2
| Miejsce | Zawodnik        | Państwo         | Wynik | Uwagi |
| ------- | --------------- | --------------- | ----- | ----- |
| 1.      | Chris Brown     | Bahamy          | 46,68 |       |
| 2.      | Nery Brenes     | Kostaryka       | 46,85 |       |
| 3.      | Maksim Dyłdin   | Rosja           | 46,92 |       |
| 4.      | Chris Lloyd     | Dominika        | 46,92 |       |
| 5.      | Richard Buck    | Wielka Brytania | 47,60 |       |
| 6.      | DeWayne Barrett | Jamajka         | 48,41 |       |

### Finał
Źródło: 
| Miejsce | Zawodnik          | Państwo   | Wynik | Uwagi |
| ------- | ----------------- | --------- | ----- | ----- |
| 01 !    | Tyler Christopher | Kanada    | 45,67 | WL    |
| 02 !    | Johan Wissman     | Szwecja   | 46,04 | PB    |
| 03 !    | Chris Brown       | Bahamy    | 46,26 | SB    |
| 4.      | Nery Brenes       | Kostaryka | 46,65 |       |
| 5.      | Maksim Dyłdin     | Rosja     | 46,79 |       |
| 6.      | Sean Wroe         | Australia | 46,93 | PB    |